# Tűnderek
Tűnderek (węg. "cudowne nimfy") – w mitologii węgierskiej istoty obojga płci zamieszkujące średni lub wyższy świat na drzewie kosmicznym. Żyją na najdalszych krańcach zachodu za niezmierzoną wodną obręczą (Óperenc) lub na najdalszej zachodniej gałęzi drzewa sięgającego nieba w cudownej zielonej krainie, gdzie nieznana jest śmierć i zima. W wierzeniach ludowych mają związek z gwiazdami i duchami przodków, a ich kraina jest miejscem, do którego trafiają po śmierci polegli wojownicy. Dość często nawiązują kontakty z ludźmi.